# Мелес (река)
Мелес (тур. Meles Çayı) — небольшая береговая река в Малой Азии, в Лидии. Берёт начало в 18 км южнее современного города Измира в Турции, на  южном склоне Кадифекале (в древности Пагос, др.-греч. Πάγος), пересекает территорию Измира и впадает в Измирский залив. Приближаясь к Измиру, Мелес делится на два рукава, один из которых пересекает предместья города. Несколько ниже разделения на рукава переброшен живописный «мост караванов», а примерно в 5 км ниже по течению долина реки пересечена двумя античными акведуками (Kızılçullu Su Kemerleri), покрытыми травертином. Близ устья реку пересекает современный автомобильный мост.
Арочный (из одной каменной плиты) «мост караванов» через реку Мелес датируется 850 годом до н. э. и является древнейшим мостом, который используется до настоящего времени. Мост караванов посещали композитор Огинский и певец Шаляпин во время визита в Смирну.
В древности река называлась Мелет (Мелит, лат. Meles, др.-греч. Μέλης). При источниках Мелета в пещере Гомер будто бы писал свои песни; отсюда и прозвание Мелесиген (Μελήσιγενής) — «рождённый Мелетом», также «мелетские сочинения» (Meleteae chartae). Залив, в который впадала река, назывался Мелетским (Μελήτου κόλπος). Согласно Псевдо-Геродоту («Жизнь Гомера»), мать Гомера Крефеида была жительницей эолийского города Кима и родила Гомера на реке Мелет. Псевдо-Плутарх, Пиндар и Стесимброт сообщают, что родителями Гомера были речной бог Мелет и нимфа Крефеида в Смирне. После того, как Мелесиген (или Мелесианакт) ослеп, его стали звать «гомером», как называли слепцов на эолийском диалекте древнегреческого языка. Согласно другим жизнеописаниям, Ὅμηρος означало «заложник».
Страбон сообщает, что река текла недалеко от стен Смирны. В Смирне был культ Гомера. Существовал Гомерий — четырёхугольный портик с храмом Гомера и его деревянной статуей. Также в Смирне чеканилась медная монета, называемая гомерием.